# Videogiochi di Lupin III
Questa è una lista dei videogiochi della saga di Lupin III di Monkey Punch. La maggior parte è edita solo in Giappone, e in Italia ne sono arrivati due: Il tesoro del Re Stregone e Lupin la morte, Zenigata l'amore. Molti riprendono o proseguono le vicende delle serie televisive e soprattutto dei film dedicati al ladro gentiluomo.

## Lista
| Nº | Titolo | Anno                  | Piattaforma                | Sviluppatore                                             | Giacca      |
| -- | --- | --------------------- | -------------------------- | -------------------------------------------------------- | ----------- |
| 1  | Lupin III | 1980                  | Arcade                     | Taito                                                    | gialla      |
| 2  | Cliff Hanger | 1983                  | Arcade                     | Laserdisc Stern                                          | verde rossa |
| 3  | Rupan Sansei | 1984                  | Epoch Cassette Vision      | Epoch                                                    | rosa        |
| 4  | Rupan Sansei - Cagliostro no shiro                                                                                   | 1985                  | NEC PC-8801 FM-7 Sharp X1  | Toho                                                     | verde       |
| 5  | Rupan Sansei - Pandora no isan                                                                                       | 1987                  | Famicom                    | Namco                                                    | verde       |
| 6  | Rupan Sansei - Cagliostro no shiro                                                                                   | 1987                  | MSX                        | Toho                                                     | verde       |
| 7  | Rupan Sansei - Babylon no ōgon densetsu                                                                              | 1988                  | MSX                        | Toho                                                     | rossa       |
| 8  | SD Rupan Sansei - Kinko yaburi daisakusen                                                                            | 1989                  | Game Boy                   | Banpresto                                                | rossa       |
| 9  | Rupan Sansei - Densetsu no hihō o oe!                                                                                | 1994                  | Super Famicom              | Epoch                                                    | rossa       |
| 10 | Lupin the 3rd - THE MASTER FILE                                                                                      | 1996                  | Sega Saturn                | Mizuki                                                   | verde rossa |
| 11 | Rupan Sansei - Cagliostro no shiro -Saikai-                                                                          | 1997                  | PlayStation                | Asmik Ace                                                | verde       |
| 12 | Lupin the 3rd - Chronicles                                                                                           | 1997                  | Sega Saturn                | Spike                                                    | verde rossa |
| 13 | Rupan Sansei - Pyramid no kenja                                                                                      | 1998                  | Sega Saturn                | Asmik Ace                                                | rossa       |
| 14 | Rupan Sansei | 1998                  | PlayStation                | Daiki                                                    | rossa       |
| 15 | Parlor! PRO Jr. Vol.2                                                                                                | 1999                  | PlayStation                | Telenet Japan                                            | rossa       |
| 16 | Punch the Monkey! Game Edition                                                                                       | 2000                  | PlayStation                | Bandai                                                   | verde       |
| 17 | HEIWA Parlor! PRO LUPIN the III Special                                                                              | 2000                  | PlayStation                | Telenet Japan                                            | rossa       |
| 18 | Pachinko & Pachislot Parlor! PRO EX CR.Inakappe daishō A &                                                           | 2000                  | PlayStation                | Heiwa Corporation, Olympia Co., Telenet Japan            | rossa       |
| 19 | PACHI-SLOT Simulator 7 maker suishō manual                                                                           | 2000                  | PlayStation                | Heiwa Corporation, Media Entertainment Inc., Olympia Co. | rossa       |
| 20 | HEIWA Parlor! PRO Fujiko ni o.ma.ka.se Special                                                                       | 2000                  | PlayStation                | Heiwa Corporation, Telenet Japan                         | rossa       |
| 21 | Rupan Sansei - THE SHOOTING                                                                                          | 2001                  | Arcade                     | SEGA, Wow Entertainment                                  | rossa       |
| 22 | Rupan Sansei - THE TYPING                                                                                            | 2002                  | Arcade                     | SEGA, Wow Entertainment                                  | rossa       |
| 23 | Le avventure di Lupin III: Il tesoro del Re Stregone (Rupan Sansei - Majutsu-ō no isan)                              | 2002                  | PlayStation 2              | Banpresto                                                | rossa       |
| 24 | Rupan Sansei - Umi ni kieta hihō                                                                                     | 2003                  | GameCube                   | Asmik Ace                                                | rossa       |
| 25 | Slot! Pro Dx - Fujiko 2                                                                                              | 2003                  | PlayStation 2              | Acclaim                                                  | rossa       |
| 26 | Rupan Sansei - Columbus no isan wa ake ni somaru                                                                     | 2004                  | PlayStation 2              | Banpresto                                                | rossa       |
| 27 | Slotter Up Core 5 Lupin Daisuki! Shuyaku wa Zenigata (PS2) Shuyaku wa Zenigata (PSP)                                 | 2004 (PS2) 2005 (PSP) | PlayStation 2 PSP          | Dorasu                                                   | rossa       |
| 28 | Le avventure di Lupin III: Lupin la morte, Zenigata l'amore (Rupan Sansei - Rupan ni wa shi o, Zenigata ni wa koi o) | 2007                  | PlayStation 2              | Banpresto                                                | rossa       |
| 29 | Rupan Sansei - Shijō saidai no zunōsen                                                                               | 2010                  | Nintendo DS                | Nex Entertainment                                        | rossa       |
| 30 | Rupan Sansei - Kessen Card Battle                                                                                    | 2012                  | Dispositivi mobili Android | Mobage                                                   | rossa       |